# Ivabradine
Ivabradine (INN) is een geneesmiddel voor de behandeling van stabiele angina pectoris. Het is ontwikkeld bij het Franse Adir et Compagnie, een onderdeel van Les Laboratoires Servier. Merknamen van Servier zijn Corlentor en Procoralan. Deze middelen bevatten het hydrochloridezout van ivabradine. Ivabradine werd op 25 oktober 2005 vergund in de Europese Unie.

## Werkingsmechanisme
Ivabradine vermindert het hartritme. Het werkt anders dan bètablokkers en calciumantagonisten. Het wordt voorgeschreven bij patiënten waarvoor bètablokkers niet werken of die bètablokkers niet mogen gebruiken. Het wordt ook gebruikt in combinatie met bètablokkers bij volwassen patiënten bij wie de toestand niet geheel onder controle is met een bètablokker en die een te hoge hartslag hebben (meer dan 75 slagen per minuut).

## Dosering
Ivabradine is verkrijgbaar in deelbare tabletten met 5 of 7,5 mg van de actieve stof. De werkingsduur van een tablet is ongeveer 12 uur. De normale startdosis is 5 mg tweemaal per dag; indien nodig kan die na drie tot vier weken verhoogd worden tot tweemaal 7,5 mg. De verlaging van de hartfrequentie treedt na circa één uur in, de antiangineuze werking binnen 3 tot 4 weken.

## Bijwerking
Ivabradine beïnvloedt ook de respons van het netvlies op felle lichtprikkels. Een veel voorkomende bijwerking is dan ook het waarnemen van fosfenen bij plotselinge veranderingen van de lichtintensiteit. Op 7 november 2014 publiceerde het PRAC (Pharmacovigilance Risk Assessment Committee) van de EMA een advies over nieuwe inzichten bij de behandeling met ivabradine. Zo dient de voorschrijvend arts voor het eerste recept eerst de hartslag in rust te bepalen.

## Wisselwerkingen
Gelijktijdig gebruik van sterke CYP3A4-remmers zoals azoolantimycotica (bv. ketoconazol, itraconazol), macrolide antibiotica (claritromycine, erytromycine) en HIV-proteaseremmers is gecontra-indiceerd. Comedicatie met de matig sterke CYP3A4-remmers diltiazem en verapamil wordt niet aanbevolen, omdat deze geneesmiddelen zelf ook nog de hartfrequentie verlagen. Bij comedicatie met andere matig sterke CYP3A4-remmers is een lagere startdosering van ivabradine aangewezen. Comedicatie met QT-verlengende middelen wordt eveneens niet aanbevolen, omdat QT-verlenging wordt verergerd door verlaging van de hartfrequentie; voorbeelden van QT-verlengende middelen zijn amiodaron, disopyramide, kinidine, mefloquine, pimozide, en sotalol. Bij comedicatie met CYP3A4-inductoren kan een hogere dosering ivabradine nodig zijn.

## Waarschuwing na registratie
Op 23 december 2014 werd de firma Servier gedwongen een brief te schrijven om het juiste gebruik van dit geneesmiddel nader te reguleren. Voorschrijvers wordt gevraagd nauwkeurig toe te zien op de conditie van de patiënt (de rusthartslag voordat de behandeling met ivabradine wordt gestart of de dosis wordt aangepast), de duur van de behandeling en het gebruik van ivabradine in combinatie met andere geneesmiddelen. Patiënten die worden behandeld met ivabradine dienen tevens regelmatig klinisch te worden gecontroleerd op atriumfibrilleren (hartkloppingen). Het gelijktijdig gebruik van ivabradine met verapamil of diltiazem is voortaan gecontra-indiceerd.

## Vergoeding in Nederland
Het CVZ beveelt aan onder strikte voorwaarden het geneesmiddel bij bepaalde typen van hartfalen te vergoeden.
Het huidige Besluit Zorgverzekering stelt als voorwaarde:
"Uitsluitend voor een verzekerde met stabiele angina pectoris die een contra-indicatie of intolerantie heeft voor een bètablokker en niet uitkomt met diltiazem of de combinatie van een langwerkend nitraat en een dihydropyridine calciumantagonist, en die ivabradine als monotherapie of als tweevoudige therapie samen met een langwerkend nitraat of een dihydropyridine calciumantagonist gebruikt."